# Рязань II
Рязань II (Рязань-Друга, рос. Рязань II) — дільнична залізнична станція II класу Московської залізниці. Один з двох залізничних вокзалів міста Рязані. Головний зупинний пункт на лінії Москва — Рязьк (Рязанський напрямок МЗ).
Станція є стикувальною для різних типів струму: до Рязьку — змінний, до Москви — постійний. Потяги на локомотивній тязі роблять на станції тривалу зупинку (23 хвилини) для зміни електровоза.
На станції зупиняються поїзди далекого прямування напрямком на Москву, Адлер, Махачкали, Берлін, Ростов-на-Дону, Владикавказ, Архангельськ, Череповець, Анапу, Пензи, Новоросійськ, Астрахань, Саратов, Мурманськ, Печору, Кострому, Туапсе, Воронеж, Тамбов, Кисловодськ, Душанбе , Худжанд, Назрань, Грозний, Орськ, Санкт-Петербург, Нижній Новгород, Нальчик, Сосногорськ, Сімферополь. Приміські поїзди прямують до станцій Рязьк I, Москва-Пасажирська-Казанська, Голутвін.